# سالی کیپیگو
سالی کیپیگو (انگلیسی: Sally Kipyego؛ زادهٔ ۱۹ دسامبر ۱۹۸۵) دونده دو استقامت، و ورزشکار دو و میدانی اهل کنیا است.